# Jason Elliott (chính khách)
Jason Elliott là thành viên của Hạ viện South Carolina nơi ông đã đại diện cho Quận 22 kể từ năm 2017. Ông là thành viên của Đảng Cộng hòa.
Jason Elliott là một người bản địa. Ông tốt nghiệp Đại học Clemson và Trường Luật Đại học South Carolina.
Sau khi học luật, Elliott làm trợ lý luật sư. Từ 1999-2003, ông giữ chức Giám đốc Quận cho Nghị sĩ Jim DeMint. Năm 2004, Elliott đã mở công ty luật của riêng mình.
Elliott đã được bầu vào Hạ viện S.C. vào năm 2016 và phục vụ trong Ủy ban Giáo dục và Công trình Công cộng nơi ông là Chủ tịch Tiểu ban Xe cơ giới. Elliott là người đồng tính công khai đầu tiên được bầu vào Đại hội đồng South Carolina.
Elliott tham dự nhà thờ tại Trung tâm Triune Mercy và là thành viên của Hiệp hội luật sư South Carolina, Hiệp hội luật sư quận Greenville và Câu lạc bộ quay của Greenville.
Elliott trước đây từng là Chủ tịch Hội đồng quản trị của Trường Trung học Công nghệ Greenville và là thành viên của Ủy ban Vận tải Phái đoàn Lập pháp của Hạt Flex.